# Jean-Marie Muller (ski nautique)
Pour le militant, voir Jean-Marie Muller. Pour les homonymes, voir Muller.
Jean-Marie Muller, né le 3 juillet 1940 à Yssingeaux dans la Haute-Loire, est un skieur nautique des années 1950 et 1960.

## Carrière (1955-1965)
Jean-Marie Muller, fils de Jean Muller, champion du monde de ski nautique, est né et a grandi dans un environnement on ne peut plus propice au ski nautique. C’est donc presque logiquement qu’il deviendra, après plusieurs années d’entraînement, champion du monde de figures en 1961 à Long Beach (États-Unis). Il a également été champion d'Europe dans les différentes disciplines du ski nautique, de 1955, année où il a intégré l'Équipe de France, à 1970.
Son palmarès est éloquent : Jean-Marie Muller a été 28 fois champion de France, 10 fois champion d'Europe, 4 fois vice-champion du monde et champion du monde.
Jean-Marie Muller a pratiqué de nombreux sports,notamment le ski de neige (il a été membre de l'équipe de France universitaire et a participé aux Universiades de Chamonix en 1960) et la voile qu'il a délaissée pour intégrer l'équipe de France de ski nautique en 1955.
Jean-Marie Muller est officier du mérite sportif et chevalier de l'ordre national du mérite.

## Activités liées au ski nautique
Mais outre ses activités en tant qu’athlète, Jean-Marie Muller a surtout contribué au développement du ski nautique, notamment en participant avec son père à l'organisation des Championnats du monde de ski nautique à Vichy en 1963. Il s'est ensuite très largement investi dans le développement du ski nautique en France et dans le monde, organisant entre autres des épreuves de la coupe du monde à Tahiti en 1971 et à Bordeaux en 1980.
Il a été membre du Bureau puis président de la Fédération française de ski nautique en 1976, a tenu différents postes actifs au sein de l'International Water Ski Federation, mais a aussi été secrétaire général du Comité technique de l'Union mondiale de ski nautique (Groupe 2), et a fondé et présidé la Ligue Centre-Sud-Est de ski nautique.
Il fut Président du Conseil Mondial des courses et organisa à Vichy les championnats du monde de courses en 1993.
Enfin, il a rédigé ou participé à la rédaction de nombreux livres d'initiation et de perfectionnement sur le ski nautique ainsi qu'a différentes productions comme  le court métrage : Le plancher des vagues (1961), film de Jack Lesage.
En reconnaissance de son implication dans le développement de ce sport, il a été introduit à l'International Water Ski Federation Hall of Fame en 2001, soit dix ans après son père, devenant à eux deux le premier couple père/fils à y figurer.

## Divers
Jean-Marie Muller est par ailleurs ingénieur en construction mécanique, docteur en sciences, et a été professeur-ingénieur à l'Institut national des sciences appliquées de Lyon. Il est l'auteur de nombreux articles scientifiques sur la plasticité des métaux.
Maire adjoint de Lyon 6 chargé de la police et de la circulation il initia le stationnement résidentiel à Lyon,système qui se répandit dans d'autres villes de France notamment à Paris.

## Décorations
- Chevalier de l'ordre national du Mérite
- Chevalier de l'ordre du Mérite sportif‎ à titre exceptionnel (1959)[2]